# 林传鼎
林传鼎（1913年10月29日—1996年3月11日），男，福建闽侯人，中国心理学家。北京师范学院心理学教授。中国社会心理学会副会长。第六、七届全国政协委员。主要研究情绪及心理测验。

## 生平
1913年生于福建闽侯县。1938年清华大学心理系毕业。在辅仁大学旁听心理学课程。经人介绍，到辅仁大学任助教，并在职攻读辅仁大学心理学研究生，1944年获硕士学位。之后在辅仁大学工作。1946年至1947年兼任北京大学讲师。1947年赴欧洲留学，并于1948年获比利时鲁汶大学心理学专家文凭，出席在英国爱丁堡举行的第十二届国际心理学会议。1949年取得鲁汶大学心理学博士学位。同年回辅仁大学工作。1952年院系调整到北京师范大学任副教务长、教授。1954年到北京师范学院任教务长、教授。兼任中国心理学会常务理事、心理测量工作委员会主任，中国社会心理学会副会长，中国教育学会常务理事兼儿童与教育心理研究会副会长，中国儿童发展中心专家委员会成员等职。
1996年3月11日在京去世。

## 主要研究
1939年，林传鼎采用历史评估和心理测量的方法，对唐宋至清34位历史人物进行了心理特质的分析，并改制了奥尔波特的心志图。1949年，林传鼎通过对500多个出生1至10天婴儿哺乳前、后及两次哺乳之间动作反应的观察，提出了“情绪在其发展中是泛化过程与分化过程的对立统一”的新见解。

## 作品
曾任《心理学报》、《外国教育》编委。主持修订《韦克斯勒儿童智力量表》。主要著作有 《智力开发的心理学问题》、《遗觉表象的实验研究》、《委内瑞拉的智力开发》、《孔子的差异心理学》、《亚里士多德心理学的内容和问题》等。